# 萩原啓介
萩原 啓介（はぎわら けいすけ、1983年1月2日 - ）は、東京都出身の日本の俳優である。ワーサルに所属する。

## 出演

### テレビ
2013年
- TBS「パニックフェイス」

2015年
- NHK　COOL JAPAN

2017年
- NHK「精霊の守り人 シーズン2」

### 映画
2011年
- オーズ・電王・オールライダー レッツゴー仮面ライダー（監督：金田治）

2014年
- TOKYO TRIBE（監督：園子温）

### CM
- NTTドコモ　BlackBerry「Brack Merry」

### 舞台
2005年
- 「加賀百万石時代村」(大忍者劇場)

2010年
- 「日光江戸村」(大忍者劇場、野外劇)
- 「鬼撰組」（阿佐ヶ谷アルシェ）

2011年
- ディズニーランド(スタントダンサー)
- ワーサル公演「時間想像部」
- 「和田奈月の世界」

2012年
- ディズニーシー(スタントダンサー)

2013年
- 「ピーターパン」(国際フォーラム、ホリプロ主催)
- 「銀河英雄伝説」(第三章、第四章、キティエンターテイメント主催)

2014年
- 「ピーターパン」(国際フォーラム、ホリプロ主催)

2015年
- 「ピーターパン」(国際フォーラム、ホリプロ主催)
- ディズニーシー「Disney's HALLOWEEN 2015」
- 「銀河英雄伝説」(第三章、第四章、キティエンターテイメント主催)
- 伊賀忍者 阿修羅　2月　台湾公演　　5月　ロシア・ウラジオストック公演